# Vulmix

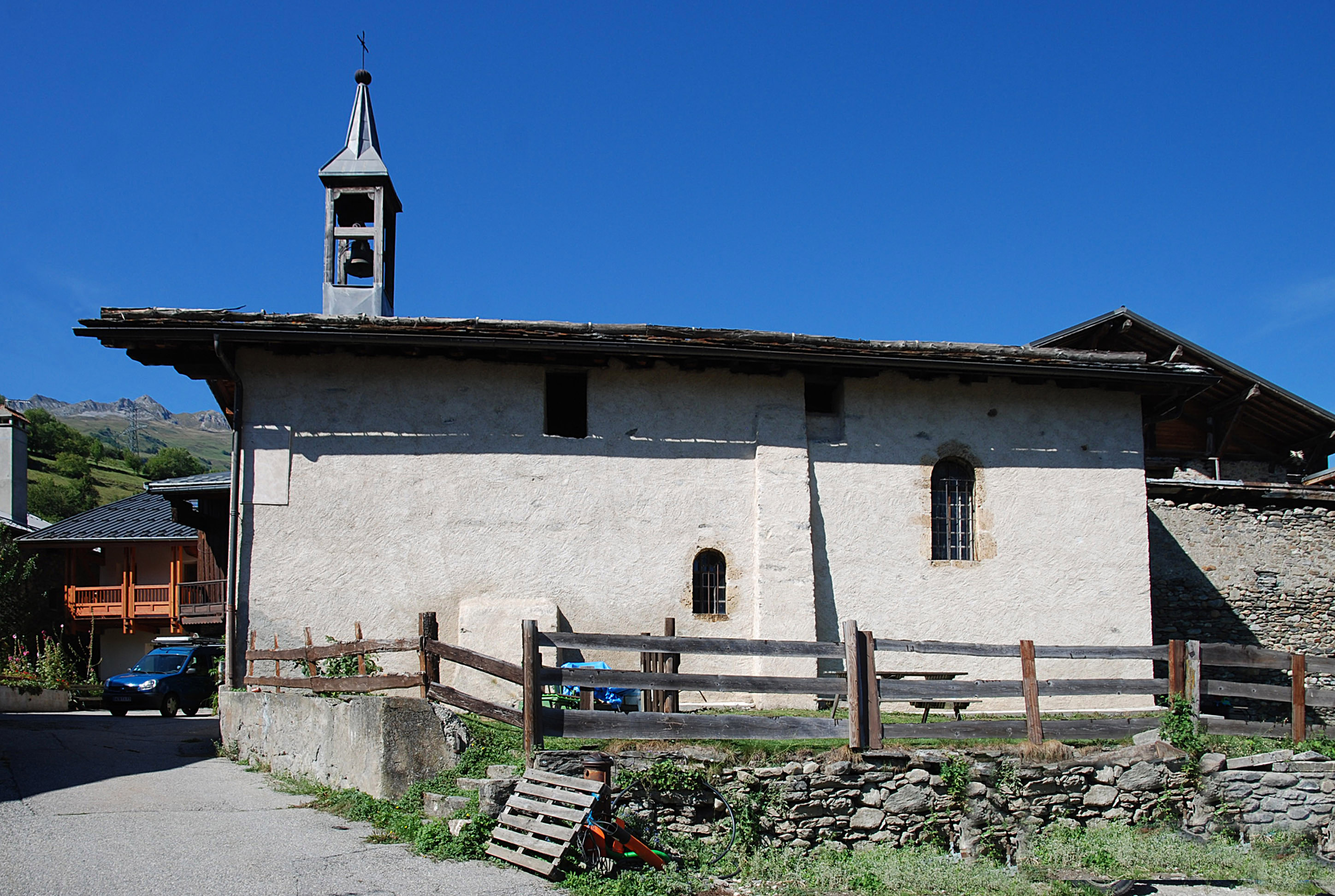
Sint-Gratuskapel in Vulmix

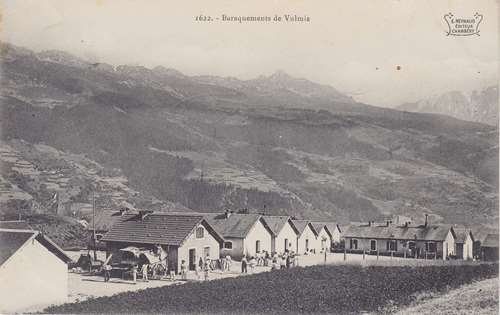
Batterij van Vulmix op een oude postkaart

Vulmix is een gehucht in de gemeente Bourg-Saint-Maurice, in het Franse departement Savoie. Het ligt tussen 1000 en 1100 meter boven het zeeniveau op de noordflank van de vallei van de Isère. Vulmix bevindt zich anderhalve kilometer ten zuidwesten van het centrum van Bourg-Saint-Maurice en wordt ontsloten door de D86.
Het kleine dorpje is vooral bekend omwille van de Batterij van Vulmix, een verdedigingswerk waarmee Frankrijk eind 19e en begin 20e eeuw de N90 die over de Kleine Sint-Bernhardpas kwam wilde veiligstellen. Verder noordwaarts bevinden zich nog twee verdedigingswerken.